# They Will Return
They Will Return er det andet album fra det finske melodiske dødsmetal-band Kalmah der blev udgivet i 2002 gennem Spikefram Records.

## Numre
1. "Hollow Heart" – 4:44
2. "Swamphell" – 4:52
3. "Principle Hero" – 4:24
4. "Human Fates" – 5:50
5. "They Will Return" – 3:53
6. "Kill The Idealist" – 5:13
7. "Blind Leader" – 4:06
8. "My Nation" – 5:30
9. "Skin o' My Teeth" (Megadeth cover) – 2:59

## Musikere
- Antti Kokko – Guitar
- Pekka Kokko – Vokal, guitar
- Timo Lehtinen – Bas
- Pasi Hiltula – Keyboard
- Janne Kusmin – Trommer